# Valentine Hall
Valentine Hall, właśc. Valentine Gill Hall III (ur. 12 listopada 1867 w Nowyk Jorku; zm. 26 października 1934 tamże) – amerykański tenisista, zwycięzca U.S. National Championships 1888 i U.S. National Championships 1890 w grze podwójnej.
Jest starszym bratem Edwarda L. Halla.

## Kariera tenisowa
Valentine Hall wygrał dwa razy U.S. National Championships (obecnie US Open) w konkurencji gry podwójnej mężczyzn, w 1888 i 1890, najpierw z Oliverem Campbellem, a potem z Clarence’em Hobartem. Trzykrotnie uczestniczył również w finale tych zawodów. W singlu najdalej doszedł do półfinału podczas edycji U.S. National Championships 1891, a przegrał wówczas z Clarencem Hobartem.

### Finały w turniejach wielkoszlemowych

#### Gra podwójna (2–3)
| Końcowy wynik | Nr | Data | Turniej                              | Nawierzchnia | Partner         | Przeciwnicy                      | Wynik finału            |
| ------------- | -- | ---- | ------------------------------------ | ------------ | --------------- | -------------------------------- | ----------------------- |
| Zwycięzca     | 1. | 1888 | U.S. National Championships, Newport | Trawiasta    | Oliver Campbell | Clarence Hobart Edward MacMullen | 6:4, 6:2, 6:2           |
| Finalista     | 1. | 1889 | U.S. National Championships, Newport | Trawiasta    | Oliver Campbell | Henry Slocum Howard Taylor       | 1:6, 3:6, 2:6           |
| Zwycięzca     | 2. | 1890 | U.S. National Championships, Newport | Trawiasta    | Clarence Hobart | Charles Carver John Ryerson      | 6:3, 4:6, 6:2, 2:6, 6:3 |
| Finalista     | 2. | 1891 | U.S. National Championships, Newport | Trawiasta    | Clarence Hobart | Oliver Campbell Bob Huntington   | 3:6, 4:6, 6:8           |
| Finalista     | 3. | 1892 | U.S. National Championships, Newport | Trawiasta    | Edward L. Hall  | Oliver Campbell Bob Huntington   | 4:6, 2:6, 6:4, 3:6      |